# ضفدع جنهاي
ضفدع جنهاي (الاسم العلمي: Rana zhenhaiensis) (بالإنجليزية: Zhenhai brown frog)‏ هو نوع من الحيوانات يتبع جنس الضفدع الحقيقي من فصيلة الضفادع الحقيقية.